# Haiti nos Jogos Pan-Americanos
O Haiti competiu nos jogos pan-americanos desde a sua primeira edição em 1951. Sua mais recente participação aconteceu no último pan em 2007, no Rio de Janeiro. O país compete com o código de país do COI: 'HAI'.
O atletas que representaram o país conquistaram um total de sete medalhas nos Jogos Pan-Americanos, sendo duas de bronze, e cinco de prata.
O Haiti nunca sediou um Pan, nem disputou a edição de inverno do evento.

## Participação
| Ano   | Sede             | Gold | Silver | Bronze | Total |
| ----- | ---------------- | ---- | ------ | ------ | ----- |
| 1951  | Bons Ares        | 0    | 0      | 1      | 1     |
| 1955  | Cidade do México | 0    | 0      | 0      | 0     |
| 1959  | Chicago          | 0    | 0      | 0      | 0     |
| 1963  | São Paulo        | 0    | 0      | 0      | 0     |
| 1967  | Winnipeg         | 0    | 0      | 0      | 0     |
| 1971  | Cáli             | 0    | 0      | 0      | 0     |
| 1975  | Cidade do México | 0    | 0      | 0      | 0     |
| 1979  | São João         | 0    | 1      | 0      | 1     |
| 1983  | Caracas          | 0    | 0      | 0      | 0     |
| 1987  | Indianápolis     | 0    | 0      | 0      | 0     |
| 1991  | Havana           | 0    | 0      | 1      | 1     |
| 1995  | Mar do Prata     | 0    | 0      | 0      | 0     |
| 1999  | Winnipeg         | 0    | 0      | 0      | 0     |
| 2003  | Santo Domingo    | 0    | 1      | 2      | 3     |
| 2007  | Rio de Janeiro   | 0    | 0      | 1      | 1     |
| 2011  | Guadalajara      | 0    | 0      | 0      | 0     |
| Total | Total            | 0    | 2      | 5      | 7     |